# 第26回ゴッサム・インディペンデント映画賞
第26回ゴッサム・インディペンデント映画賞は2016年の映画を対象とする映画賞で、2016年10月20日にノミネーションが発表された後、11月28日に受賞者が発表された。

## 受賞・ノミネート一覧
※受賞は太字。

### 作品賞
- 『パターソン』
- 『マンチェスター・バイ・ザ・シー』
- 『エブリバディ・ウォンツ・サム!! 世界はボクらの手の中に』
- 『ムーンライト』
- 『ライフ・ゴーズ・オン 彼女たちの選択』

### 男優賞
- アダム・ドライバー - 『パターソン』
- ケイシー・アフレック - 『マンチェスター・バイ・ザ・シー』
- ジョエル・エドガートン - 『ラビング 愛という名前のふたり』
- ジェフ・ブリッジス - 『最後の追跡』
- クレイグ・ロビンソン - 『Morris from America』

### 女優賞
- ナタリー・ポートマン - 『ジャッキー/ファーストレディ 最後の使命』
- ルース・ネッガ - 『ラビング 愛という名前のふたり』
- アネット・ベニング - 『20センチュリー・ウーマン』
- イザベル・ユペール - 『エル ELLE』
- ケイト・ベッキンセイル - 『Love & Friendship』

### 脚本賞
- バリー・ジェンキンス、タレル・アルヴィン・マクレイニー - 『ムーンライト』
- ジム・ジャームッシュ - 『パターソン』
- テイラー・シェリダン - 『最後の追跡』
- ケネス・ロナーガン - 『マンチェスター・バイ・ザ・シー』
- ホイット・スティルマン - 『Love & Friendship』

### ブレイクスルー監督賞
- ダニエルズ - 『スイス・アーミー・マン』
- リチャード・タン - 『Southside with You』
- ロバート・エガース - 『ウィッチ』
- トレイ・エドワード・シュルツ - 『Krisha』
- アン・ローズ・ホーマー - 『The Fits』

### ブレイクスルー演技賞
- サシャ・レーン - 『American Honey』
- ロイヤルティ・ハイタワー - 『The Fits』
- アニャ・テイラー＝ジョイ - 『ウィッチ』
- ルーカス・ヘッジズ - 『マンチェスター・バイ・ザ・シー』
- リリー・グラッドストーン - 『ライフ・ゴーズ・オン 彼女たちの選択』

### 女性映画監督賞
- ケイティ・オー - 『Poor Jane』
- ロキシー・トポロウィッチ - 『Julia Blue』
- シャズ・ベネット - 『Alaska is a Drag』

### ドキュメンタリー映画賞
- 『O.J.: Made in America』
- 『私はあなたのニグロではない』
- 『ウィーナー 懲りない男の選挙ウォーズ』
- 『Cameraperson』
- 『テキサスタワー』

### 特別賞
- 『ムーンライト』に出演したマハーシャラ・アリ、ナオミ・ハリス、アレックス・ヒバート、ジャレル・ジェローム、ジャネール・モネイ、ジェイデン・パイナー、アシュトン・サンダース、トレヴァンテ・ローズの演技

### 観客賞
- 『ムーンライト』

### ブレイクスルー・シリーズ(長編)
- 『クレイジー・エックス・ガールフレンド』
- 『ガールフレンド・エクスペリエンス』
- 『Marvel ジェシカ・ジョーンズ』
- 『マスター・オブ・ゼロ』
- 『Horace and Pete』

### ブレイクスルー・シリーズ(短編)
- 『Her Story』
- 『The Gay and Wondrous Life of Caleb Gallo』
- 『The Movement』
- 『Sitting in Bathrooms with Trans People』
- 『Surviving』

### ニューヨーク出身者賞
- アジズ・アンサリ
- ジュディス・ライト

### ゴッサム・アプリシエーション・アワード
- Mayor's Office of Media and Entertainment (MOME)

### トリビュート
- イーサン・ホーク
- エイミー・アダムス
- アーノン・ミルチャン
- オリバー・ストーン